# Коэн, Анри (ватерполист)
Анри Коэн (фр. Henri Cohen; ? — 1930) — бельгийский ватерполист, серебряный призёр летних Олимпийских игр 1900.
На Играх Коэн входил в состав бельгийской ватерпольной команды. Сначала она обыграла третью французскую команду в четвертьфинале, потом вторую в полуфинале, но в финальном матче её обыграла британская сборная, позволив Бельгии выиграть серебряные медали.